# Althen-des-Paluds
Althen-des-Paluds är en kommun i departementet Vaucluse i regionen Provence-Alpes-Côte d'Azur i sydöstra Frankrike. Kommunen ligger i kantonen Carpentras-Sud som tillhör arrondissementet Carpentras. År 2022 hade Althen-des-Paluds 2 881 invånare.

## Befolkningsutveckling
Antalet invånare i kommunen Althen-des-Paluds
| Referens: INSEE |